# Distretto di Ôlgij (Uvs)
Il distretto di Ôlgij  è uno dei diciannove distretti (sum) in cui è suddivisa la provincia dell'Uvs, in Mongolia. Conta una popolazione di 2.147 abitanti (censimento 2014). 